# Phare de l'île Guafo
Le phare de l'île Guafo (en espagnol : Faro Isla Guafo), est un phare situé sur l'île du même nom, dans l'archipel de Chiloé (Province de Chiloé) au Chili.

## Généralités
Le phare  est inauguré en 1907 : il est situé sur une falaise de 114 mètres, au dessus du niveau de l'océan. Il se compose d'une tour blanche de fer d'environ 8 mètres de haut. 
Il est inauguré le 3 novembre 1907. Jusqu'en 1973 le phare était accolé à une maison de deux étages. Celle-ci est détruite à l'occasion d'une tempête. À proximité du phare se trouve un héliport et une jetée en béton. Le phare est habitée.

## Codes internationaux
- ARLHS[2] : CHI-021
- NGA : 111-1888 [3]
- Admiralty[4] : G1592